# BB 66700
,,,
Les BB 66700 sont une série de locomotives diesel de manœuvre de la SNCF. Elles sont issues de la transformation, entre 1985 et 2004, de 34 BB 66000.
Destinées à remplacer les BB 63500 et les A1AA1A 62000, elles participent également à l'élimination des dernières BB 4730 et CC 1100. Les besoins évoluant, les premières d'entre elles sont retirées du service en 2011 et la dernière est réformée en 2018.

## Genèse de la série

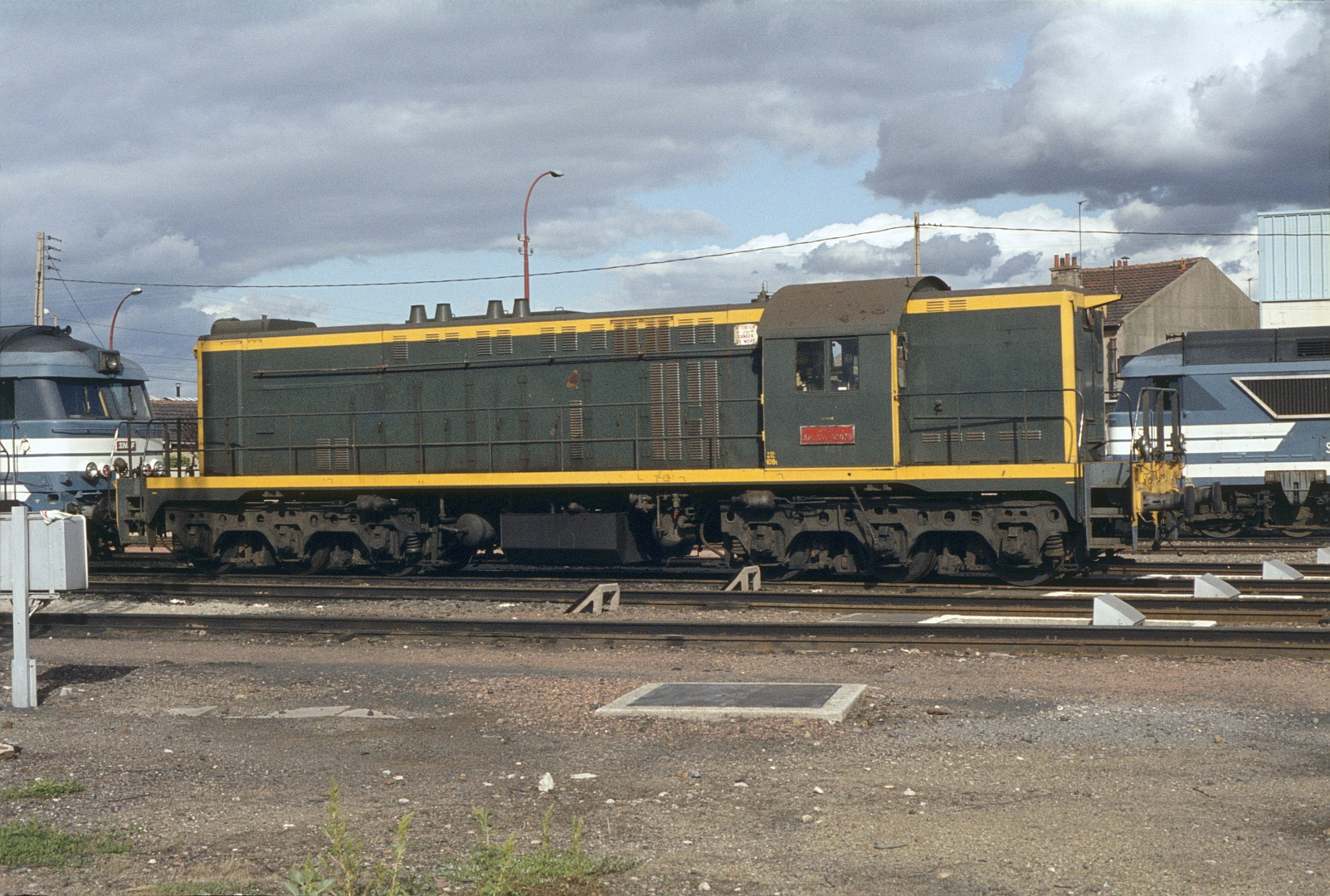
Une AIAAIA 62000, série que les BB 66700 remplacent partiellement.

À la fin des années 1970, les locomotives Diesel BB 63500 travaillant dans les triages français se révèlent parfois inadaptées à des rames de plus en plus lourdes ; les A1AA1A 62000, conçues pour cet usage, conviennent parfaitement mais leur réforme est proche ; l'étude d'une série spécifique de remplacement n'apparaît toutefois pas rentable en raison du faible nombre d'exemplaires concernés. En parallèle, les nombreuses électrifications de lignes libèrent des locomotives Diesel de forte puissance (BB 67300, 67400 et CC 72000) qui prennent la place d'engins moins puissants ; c'est ainsi que la grande « famille » des BB 66000 se trouve moins sollicitée.
La SNCF étudie donc, dès 1979, la possibilité de transformer des BB 66000 pour les adapter aux manœuvres. Deux exemplaires (BB 66124 et BB 66133) sont modifiés par simple transformation du système d'accélération de leur moteur. Testées entre 1980-1981 et 1983, ces locomotives démontrent la faisabilité d'une transformation à plus grande échelle. Remises au type en 1983, elles reprennent leur service de ligne précédent.
Trente-quatre locomotives issues de la sous-série des BB 66001-66188 sont transformées en BB 66700 à raison de 24 unités entre janvier 1985 et décembre 1991 puis dix autres de septembre 2003 à juin 2004.

## Description et caractéristiques
La transformation des locomotives est réalisée à l'atelier du matériel de Nevers.

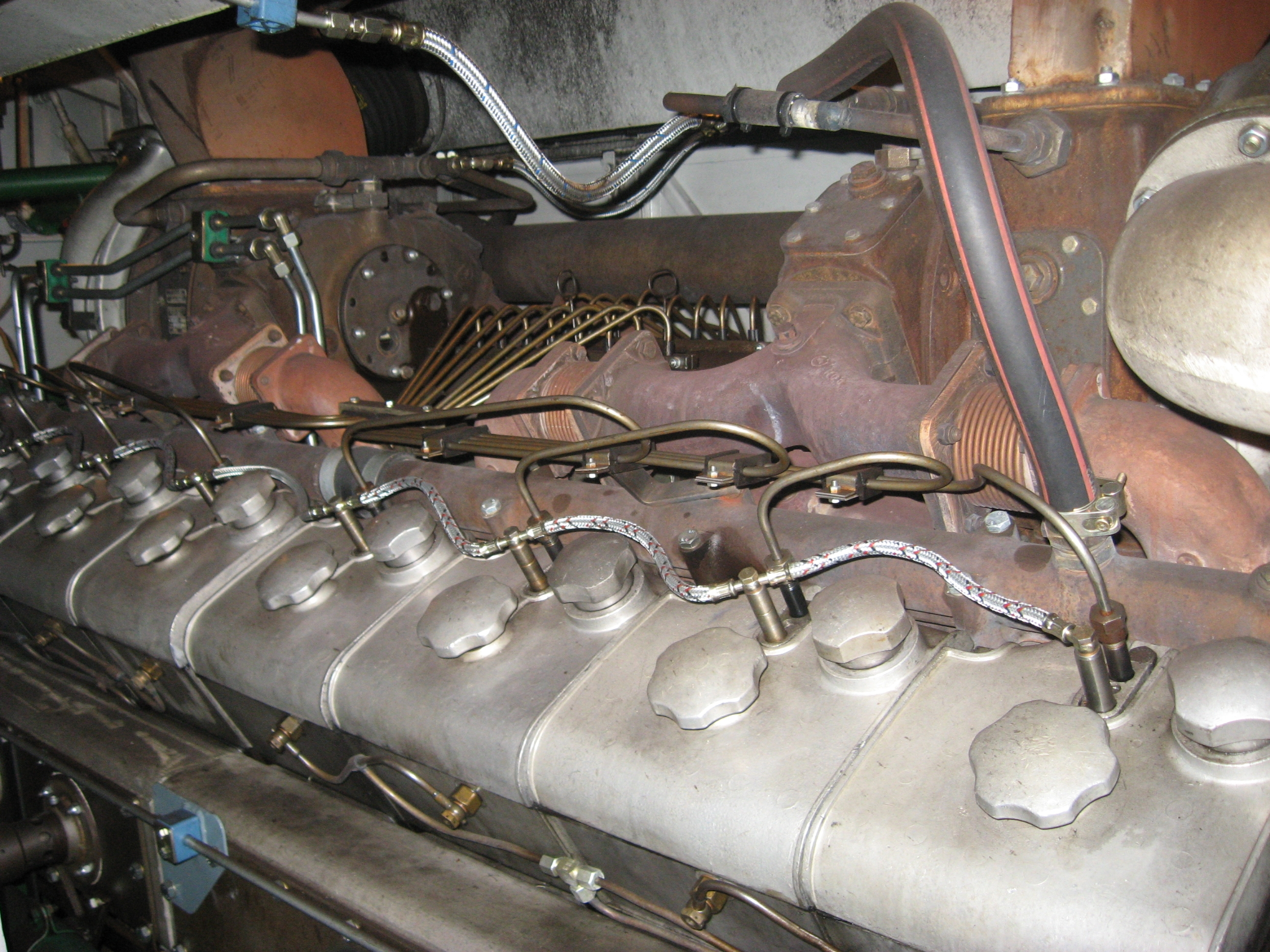
Moteur MGO V16 BSHR équipant les BB 66700.

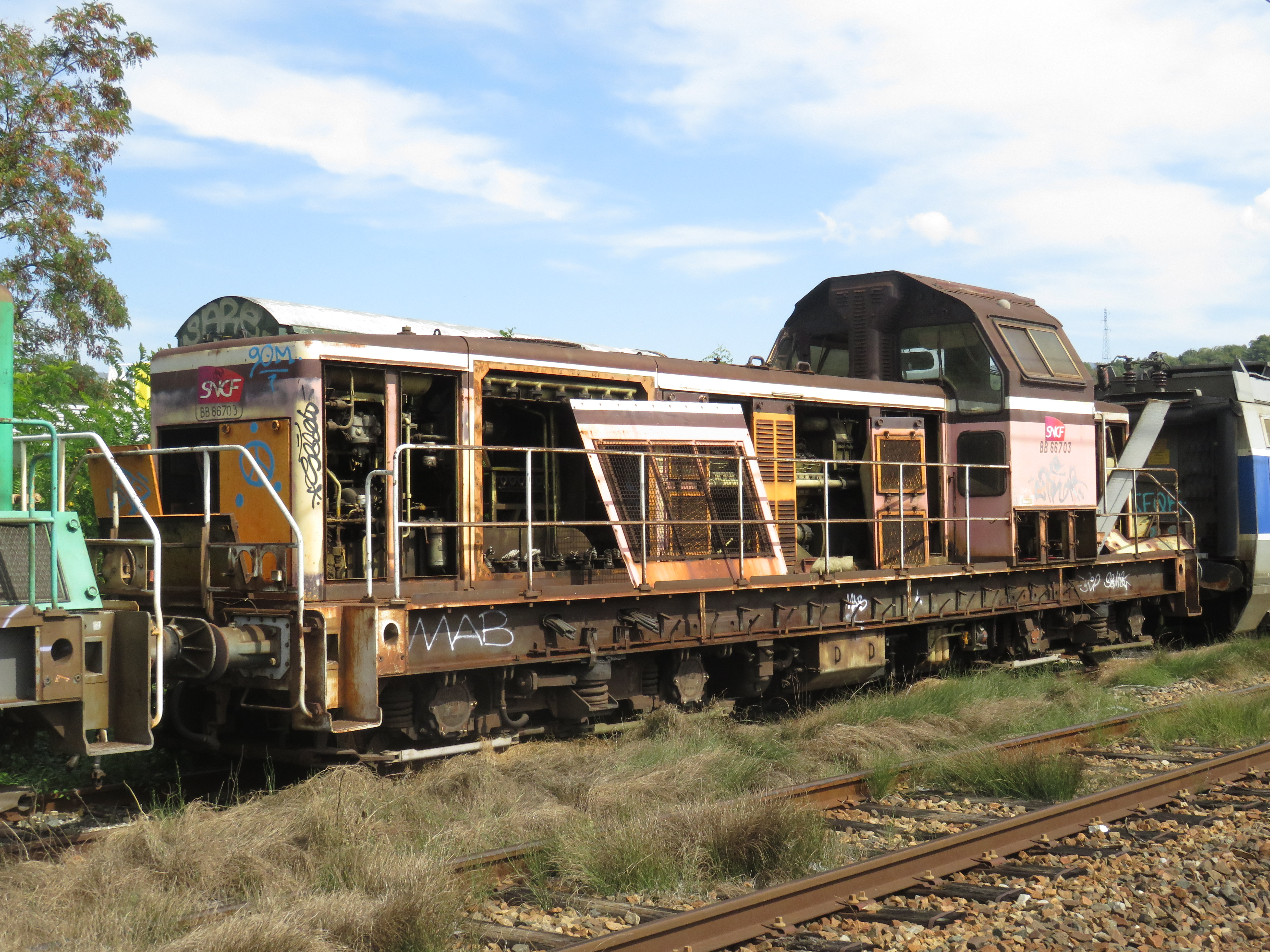
BB 66703 en livrée Arzens (chantier de démolition de Culoz, 2018).

L'architecture générale et la silhouette des locomotives ne sont pas sensiblement modifiées. Le moteur MGO d'origine fourni par la SACM reste en place
Les principales modifications concernent la chaîne cinématique et sa commande, avec l'adoption d'un rapport de réduction plus grand faisant passer la vitesse maxi de 120 à 90 puis 80 km/h mais augmentant l'effort de traction, l'équipement en antipatinage, le montage d'un système d'accélération continue du moteur, la pose d'un dispositif de réchauffage du carburant, la veille automatique à contrôle de maintien d'appui, la mise en place d'une radio de manœuvre et d'une télécommande de débranchement depuis les postes de commandement des triages.
La cabine de conduite est réaménagée avec l'application d'un pupitre central facilitant la conduite dans les deux sens de marche et l'agrandissement des baies améliorant la visibilité, la pose de nouveaux indicateurs de vitesse. Les accès à cette cabine sont revus avec des marchepieds plus larges. Certaines locomotives sont équipées, à l'une de leurs extrémités, d'un attelage automatique complété par des plaques de visibilité rouges et blanches.
La livrée dite « Arzens » des engins de manœuvre (chamois puis orange, havane et gris perle) est appliquée aux 24 premières locomotives transformées même si certaines sont ultérieurement repeintes aux couleurs de Fret SNCF (vert, blanc et gris) lors d'une révision, alors que les dix suivantes reçoivent la livrée Fret dès leur modification.
Alors qu'en 2003 une modernisation d'une partie de la série des BB 66000 est envisagée, avec notamment le remplacement du moteur SACM d'origine par un groupe MTU, l'activité Fret SNCF décide de ne pas appliquer cette modernisation aux BB 66700, dont elle gère le parc.

## Services et dépôts titulaires
À la sortie de leur transformation, les locomotives sont affectées aux dépôts d'Avignon, Bordeaux, Lens, Lyon-Vaise et Vénissieux. À la faveur de la redistribution du parc et en remplacement d'engins plus anciens, d'autres dépôts en reçoivent aussi : Chalindrey, Dijon-Perrigny, Strasbourg, Toulouse, Tours-Saint-Pierre-des-Corps, Nevers et Villeneuve-Saint-Georges,,, et STF Thionville.
Il s'avère, à l'usage, que la puissance des BB 66700 peut se révéler insuffisante ; d'autre part, l'activité dans les triages baisse en raison d'une forte diminution du trafic fret. Les premières unités sont réformées en 2011 et le dernière en 2018. La série est progressivement remplacée, au sein des triages, par des BB 64700 / TBB 64800 ou des BB 60000 mieux adaptées à ce service de manœuvre.

## Machine conservée
La BB 66722 est préservée par le Train touristique Étretat-Pays de Caux (Les Loges, Seine-Maritime).

## Modélisme
- Cette locomotive a été reproduite en HO et N par la firme Piko